# Emiratul Umm Al-Qaiwain

Drapelul statului Umm Al-Qaiwain

Umm Al-Qaiwain este unul dintre cele șapte Emirate Arabe Unite. De la data de 2 ianuarie 2009, conducătorul emiratului este șeicul Saud bin Rashid Al Mu'Alla.
Predescesorul său a fost șeicul Rashid bin Ahmad Al Mu'Alla (1930 - 2009), în perioada 21 februarie 1981 - 2 ianuarie 2009. 